# حلقه مرگ
حلقه مرگ (به انگلیسی: Deathloop) یک بازی اکشن و ماجراجویی است که توسط آرکین استودیوز توسعه یافته و توسط بتزدا سافت‌ورکز منتشر شد، بازی در ۱۴ سپتامبر ۲۰۲۱ برای مایکروسافت ویندوز و پلی‌استیشن ۵ منتشر شد. داستان این بازی در مورد فردی با نام کلت وان می‌باشد که در یک حلقه زمانی گیر افتاده‌است و برای نجات پیدا کردن از این حلقه باید تا پایان روز هشت نفر را بکشد. این بازی، در ۲۰ سپتامبر ۲۰۲۲ و پس از یک سال انحصار زمانی پلی‌استیشن برای ایکس‌باکس سری اکس و سری اس منتشر شد
داستان اصلی حلقه‌ی مرگ، ۱۶ ساعت به‌طول می‌انجامد و تکمیل‌کردن ۱۰۰٪ آن به‌زمانی حدود ۳۴ ساعت نیاز دارد.  